# Meinhard Schröder (Jurist, 1942)
Meinhard Schröder (* 19. Mai 1942 in München) ist ein deutscher Rechtswissenschaftler und ehemaliger Hochschullehrer an der Universität Trier.

## Leben
Schröder studierte Rechtswissenschaften an den Universitäten Mainz und Frankfurt am Main. Dort legte er 1966 sein Erstes Juristisches Staatsexamen ab. Nach dem Referendariat folgte 1971 das Zweite Staatsexamen. Bereits zwei Jahre zuvor, 1969, war Schröder von der Universität Bonn als Schüler von Ernst Friesenhahn zum Dr. iur. promoviert worden. 1977 habilitierte er sich, ebenfalls in Bonn, und erhielt die Venia legendi für die Fächer Öffentliches Recht, Völkerrecht, Europarecht und Umweltrecht.
Nach einer kurzen Tätigkeit als Privatdozent an der Universität Bonn trat Schröder 1978 eine Professur an der Universität Trier an, wo er bis zu seiner Emeritierung 2010 den Lehrstuhl für öffentliches Recht, insbesondere Völker- und Europarecht innehatte. Seit 1989 war er Direktor des Trierer  Instituts für Umwelt- und Technikrecht. Unterbrochen wurde seine Tätigkeit in Trier einzig durch eine Gastprofessur an der Universität Utrecht 1995. Von 1983 bis 2007 war Schröder zudem Richter im Nebenamt am Oberverwaltungsgericht Rheinland-Pfalz in Koblenz. Nachfolger auf seinem Trierer Lehrstuhl wurde Alexander Proelß.

## Werke (Auswahl)
Schröder Forschungs- und Publikationsschwerpunkte lagen vor allem im Verfassungs- und Verwaltungsrecht, einschließlich der Rechtsvergleichung, dem Völkerrecht, dem Recht der Europäischen Union sowie dem nationalen, europäischen und internationalen Umweltrecht. So kommentierte er unter anderem zahlreiche Normen zum ehemaligen EWV in einschlägigen Kommentaren.
- Die "wohlerworbenen Rechte" der Bediensteten in der Rechtsprechung des Gerichtshofs der Europäischen Gemeinschaften. Godesberger Taschenbuch-Verlag, Bad Godesberg 1969 (Dissertation).
- Die Neuordnung des französischen Staatsgebietes. Duncker & Humblot, Berlin 1974, ISBN 3-428-03060-5.
- Planung auf staatlicher Ebene - Rechtsstaatliche und demokratische Aspekte. Schweitzer, Berlin 1974.
- Grundlagen und Anwendungsbereich des Parlamentsrechts. Zur Übertragbarkeit parlamentsrechtlicher Grundsätze auf Selbstverwaltungsorgane, insbesondere in der Kommunal- und Hochschulverwaltung. BWV, Berlin 1979, ISBN 3-8305-0688-0 (Habilitationsschrift).
- Europäische Bildungspolitik und bundesstaatliche Ordnung. Nomos, Baden-Baden 1990, ISBN 3-7890-2145-8.